# Agethorst
Agethorst est une commune allemande du Schleswig-Holstein, située dans l'arrondissement de Steinburg (Kreis Steinburg), à douze kilomètres au nord-ouest de la ville d'Itzehoe. Agethorst est l'une des 22 communes de l'Amt Schenefeld dont le siège est à Schenefeld.